# Alexander Schink
Alexander Schink (* 25. Januar 1953 in Kempen) ist ein deutscher politischer Beamter (CDU). Er war von 2005 bis 2010 Staatssekretär im Ministerium für Umwelt und Naturschutz, Landwirtschaft und Verbraucherschutz (MUNLV) des Landes Nordrhein-Westfalen.

## Leben und Beruf
Nach dem Abitur 1971 in Kempen studierte Schink bis 1976 Rechtswissenschaften in Münster. Die Referendariatszeit erfolgte im Bezirk des Oberlandesgerichts Hamm. Nach dem zweiten juristischen Staatsexamen 1979 wurde Schink Verwaltungsrichter in Münster. 1981 wechselte er an das Freiherr-vom-Stein-Institut, die wissenschaftliche Forschungsstelle des Landkreistages Nordrhein-Westfalen an der Universität Münster. Dort promovierte er 1983 zum Dr. jur. Anschließend war Schink bis 1988 in der Kreisverwaltung Mettmann beschäftigt. 1988 übernahm er selbst die Leitung des Freiherr-vom-Stein-Instituts. 1992 wechselte er dann direkt zum Landkreistag NRW und war dort bis 2000 Beigeordneter für Umwelt und Planung und zuletzt bis 2005 Hauptgeschäftsführer.
Von 2004 bis 2005 war Schink Mitglied im Rundfunkrat des WDR.
Seit seinem Ausscheiden als Staatssekretär im MUNLV des Landes NRW im Jahr 2010 ist Schink als Anwalt für die Kanzlei Redeker Sellner Dahs in Bonn tätig. Zudem ist er seit 2013 Honorarprofessor an der Technischen Universität Berlin.

## Politik
Alexander Schink ist seit 1981 Mitglied der CDU.
Vom 1. Juli 2005 bis zur Ablösung der Regierung Rüttgers durch die Regierung Kraft I im Juli 2010 war er Staatssekretär in dem von Eckhard Uhlenberg (CDU) geführten Ministerium für Umwelt und Naturschutz, Landwirtschaft und Verbraucherschutz des Landes Nordrhein-Westfalen. Schink verantwortete unter dem NRW-Umweltminister Eckhard Uhlenberg Aktivitäten gegen den für Trinkwasser zuständigen Ministerialbeamten Harald Friedrich, darunter die Abfassung von Spitzelberichten der Mitarbeiterin Dorothea Delpino gegen ihren Vorgesetzten Friedrich, Aktivitäten, die in Untersuchungshaft und Arbeitsplatzverlust für Friedrich resultierten, die Verhinderung von kostenintensiven PFT-Dekontamination durch Wasserwerke bedeuteten und in einem Untersuchungsausschuss des Landtages endeten, ohne dass sich Vorwürfe, Friedrich habe bei der Vergabe von Forschungsprojekten an die RWTH Aachen betrogen, erhärteten. Die Trinkwasserqualität an der mittleren Ruhr blieb unverändert, obwohl Friedrich eine Dekontamination verlangt hatte.

## Karriere
Nach seiner politischen Tätigkeit ist Schink als Lehrbeauftragter an der TU Berlin (Fachgebiet Bau-, Planungs- und Umweltrecht) und an der RWTH Aachen beschäftigt.

## Belege
1. ↑  Dr. Alexander Schink zum Honorarprofessor an der Technischen Universität Berlin ernannt. In: redeker.de. 2. Dezember 2013, abgerufen am 17. Oktober 2017.
2. ↑  [TAZ]: NRW-Umweltminister in Not. LKA-Papiere belegen: Die Verhaftung eines Ex-Mitarbeiters bewahrte Umweltminister Uhlenberg (CDU) vor dem Rücktritt. (Memento vom 28. Juni 2017 im Internet Archive), heruntergeladen am 28. Juli 2017
3. ↑  Aachener Nachrichten, 3. Juni 2008: Die Alleingänge des Harald F. (Memento vom 7. Dezember 2013 im Internet Archive)
4. ↑  Ruhrbarone.de, 20. April 2012: Dr. Harald Friedrich und das Trinkwasser an der Ruhr (Memento vom 22. Juni 2012 im Internet Archive)
5. ↑  TU Berlin, Institut für Stadt- und Regionalplanung, Fachgebiet Bau-,Planungs- und Umweltrecht: Seminar Rechtsinstrumente der Stadterneuerung und Stadtentwicklung (Memento vom 8. Dezember 2013 im Internet Archive), Wintersemester 2013/14